# Morten Messerschmidt
Morten Messerschmidt (Frederikssund, 13 de noviembre de 1980) es un político danés. Es miembro del Folketing y presidente del Partido Popular Danés. Fue elegido miembro del parlamento danés en las elecciones generales danesas de 2019, habiendo servido anteriormente como tal de 2005 a 2009. Entre 2009 y 2019 fue diputado al Parlamento Europeo.

## Biografía
Antes de ocupar su escaño en el Parlamento Europeo, Messerschmidt fue miembro del parlamento danés (Folketing) desde el 8 de febrero de 2005. Ganó su escaño con 3.812 votos personales, y fue reelegido en 2007, esta vez obteniendo 11.466 votos. Durante un breve período de tiempo en 2007, abandonó el Partido Popular Danés, debido a acusaciones de neonazismo, ya que, según el tabloide BT, había elogiado a Adolf Hitler en Tívoli.
En 2009 fue elegido para el Parlamento Europeo, ganando su escaño de forma aplastante en las elecciones de 2009 con 284.500 votos personales, y en 2014 fue reelegido con 465.758 votos personales. El 1 de marzo de 2018, Messerschmidt fue uno de los tres eurodiputados daneses que votaron en contra de una moción para alentar a los parlamentos nacionales a prohibir las terapias de reorientación sexual. En 2019, fue elegido miembro del Folketing con 7.554 votos personales, y en 2020 se convirtió en vicepresidente de su partido, en sustitución de Søren Espersen.
En 2022 asumió como nuevo líder del Partido Popular Danés, sucediendo a Kristian Thulesen Dahl.
Messerschmidt fue condenado en 2002 por publicar material que intentaba vincular a las sociedades islámicas con la violación, la violencia y los matrimonios forzados.